# N400 (神経科学)
N400は、 事象関連電位 （ERP）として知られる脳波における成分の一種である。 刺激呈示の開始後約400ミリ秒でピークを持つ負の方向の振れとして命名されたが、250〜500ミリ秒に広がることもある．通常は頭頂の中心辺りに位置する電極で最大の振幅が観測される。 N400は、視覚および聴覚による単語、 手話のサイン、 写真 、 顔 、環境音、匂いなど、 言葉やその他の意味のある（または潜在的に意味を持つ）刺激に対する脳の反応だと考えられている。   

## 歴史
N400は、Mart KutasとSteven Hillyardによって1980年に初めて発見された．  彼らは元々P300成分の惹起を期待して、文の読解において予期しない意外な単語への脳波の反応を調べる実験を行った。 P300は以前、予期しない刺激によって誘発されることが示されていた。 したがって、KutasとHillyardは、意味的に逸脱した単語が文末となる文を使用し（例：私はクリームと犬と一緒にコーヒーを飲みます．英: I take coffee with cream and dog），その予想外の文末の単語に対してP300が観測されると考えた。 しかし、この意味逸脱を含んだ文末は、ERP波形の正の振れを引き起こす代わりに、予測可能な文末の単語（例：彼は本を図書館に戻した．英: He returned the book to the library）に対する波形と比較して負の方向の振れを示した．また，同じ論文にて，この負の振れが文末の単に予期できない事象によって惹起するわけではなく，意味的に予測可能でも物理的に予測不可能な単語（例: She put on her high-heeled SHOES）に対してはN400の代わりにP300が惹起することを確かめた．このことから、このN400が単語の意味的な処理に関連しており、ただ単に予期しない単語に対す反応ではないことを示した。 

## 成分の特徴
N400は、頭皮上で観測できる神経細胞の電気的活動の明確なパターンによって特徴付けられる。 その命名が示すように、この成分は刺激呈示から約400ミリ秒でピークに達する、250〜500ミリ秒の時間区間で負の値を持つような波形を示す。 この刺激と反応の間の遅延は，あらゆる実験課題において非常に安定しているとされており， 年齢以外の要素はそのピークのタイミングに影響しない。  N400は、 乳様突起 （耳たぶ）に取り付けられたリファレンス電極 、および刺激の前の100 msのベースラインの電位と比較して、負の成分を示す。 その振幅は、-5〜5 マイクロボルトの範囲である。 ただし、N400成分を刺激に対する反応の指標として使用する研究では、刺激の実験条件間における波形の相対的な振幅の違い （「N400効果」）が，振幅の絶対値そのものよりも重要となる。 N400成分自体が常に負の値であるということではなく，他の実験条件と比較してより負の方向に振れるということである。 その頭皮上の分布は頭頂の中心で最大となり、また視覚呈示による単語での場合には頭部の左側でわずかに大きくなるが、刺激の呈示の方法によってわずかに異なる。  

## 主な実験パラダイム
N400について研究するための典型的な実験では、一般的には視覚刺激による単語，文または文脈の組の呈示を行う。 たとえば、典型的な視覚によるN400の実験では、被験者はコンピューターのモニターの前に座り、画面の中央に1つずつ表示されるで単語を見る。 瞬きや視線の移動などの目の動きは大きな電気的ノイズの原因となるため、それに対して比較的小さな信号であるN400成分を隠してしまわないように、刺激は視線の動かない画面中央に呈示する必要がある。 各刺激に対して被験者が適切に注意を払っていることを確認するために、しばしば行動課題（例、単語/非単語の判別、内容理解についての質問への回答、 記憶についての調査への応答）が被験者に与えられることがある。 ただし、N400を引き出すためには，そのような被験者による明示的な反応は必要なく，行動を伴わずとも受動的に刺激を認識すると、この反応は誘発される。
N400の研究に使用される実験課題の例として、 プライミングパラダイムによるものがある。 このパラダイムでは，被験者には、先行単語が目的単語に連想的に関連する（蜂とハチミツなど）、意味的に関連する（砂糖とハチミツなど），または単なる繰り返し（ハチミツとハチミツなど）のいずれかである単語の組が表示される。 目的単語（ハチミツ）を見た時のN400の振幅は、繰り返しによる意味的プライミングによって減少する。  そのため，振幅の減少量を利用して、単語間の意味的な関連性の程度を測定することができる。
また別のよく用いられている実験課題は文の読解である。 この課題では、被験者に画面中央に一単語ずつ表示され，文章が終わるまで続く。 もしくは、被験者に自然な音声の文を聞いてもらう。 前述の通りではあるが、被験者は実験を通して定期的に内容理解への質問に答えることが求められる場合もあるが、この設定は実験に必須というわけではない。 実験者は、文脈上の制約や文末単語のCloze確率（Cloze確率の定義については以下を参照）など、文のさまざまな言語的な特性を変えた条件を設定することにより、これらの変化がN400波形の振幅にどのような影響を及ぼすか観測する。
前述のように、N400反応は、すべての意味のある、または潜在的に意味を持った刺激に対して見ることができる。 そのため、刺激の呈示方法に関してあらゆるパラダイムを設定することができる。 話し言葉， 頭文字，文末に置かれた写真，音楽，現在の文脈に関連する言葉，および実際の言葉を用いた動画，これらの全ての刺激呈示によるN400の反応について調べられている．

## 言語特性に対する機能的な感受性
さらなる研究により，実験操作における要因の中でN400に影響を与えるものとそうでないものが調べられている．一般的に明らかになっていることとして以下に示す．

### N400の振幅に影響を与える要因
単語の使用頻度は、N400の振幅に影響することが知られている。 他のすべての要因が同一である場合、非常に頻繁に用いられる高頻度の単語は、まれな単語に比べてN400の振幅が減少する 。  前述のように、N400の振幅は単語の繰り返しによっても減少するため、文脈内で繰り返しが起こると、その単語の2番目の呈示に対してはN400の振幅が減少し，比較的正の方向の電位の反応を示す。  これらのことから、単語が非常に頻度の高いものであるか、直前に認識した文脈に登場している場合、N400が反映しているとされる，単語の意味処理を容易にし、その振幅を減らしている可能性が考えられる。
N400の振幅は、単語の文字表記が近い単語の数、または1 文字だけ異なる他の単語がどのくらい存在するか（ bootとboatなど ）といったことにも影響を受ける 。 文字表記の近い単語を多く持つ単語（形態的に類似した他の多くの単語が存在する）は、そうでない単語よりも大きなN400の振幅を引き出す。  この現象は、擬似単語や、または実際には存在しない，単語ではない発音可能な文字列（flomなど）にも当てはまる。 これは、N400が意味理解のネットワークにおける全般的な活性化を反映している証拠として考えられており、多くの単語に類似しているような言葉（それ自体が実際の単語であるかどうかに関係なく）が，それらの類似した単語の意味表現にアクセスする負荷により、より負の電位を持ったN400を誘発する。
N400は先行する刺激によるプライミングに影響を受けやすい。言い換えると、目的単語の前に、意味的、形態的、または文字表記的に関連する単語がある場合、その目的単語に対する振幅は減少する
文脈において、N400の振幅の大きさを左右する要因としてその単語のCloze確率と呼ばれるものがある． Cloze確率とは、先行する特定の文脈に対してその単語が続きの単語となる確率として定義される。 KutasとHillyard（1984）は、単語に対するN400の振幅がそのCloze確率とほぼ逆の線形の関係にあることを発見した 。  つまり、その文脈においてその単語が続くであろうという予測の度合いが低くなると、より予測しやすい単語と比較してN400の振幅が大きくなった。 また，文脈から逸脱している（したがって、Cloze確率は0となる）単語は、大きなN400振幅も引き出す．（ただし、その逸脱した単語によるN400の振幅は、その位置において予測される単語のCloze確率によって変化する．また，open-classの単語（すなわち、名詞、動詞、形容詞、および副詞）によって誘発されるN400の振幅は、文の後ろの方に現れるほど，前半で現れる場合と比較して減少する。 すなわち、これらの結果が示唆しているのは、先行する文脈により文の意味が構築されている際、その文脈に容易に当てはまる単語が続く場合ほど、その単語によるN400の振幅は減少するということである。

### N400の振幅に影響を与えない要因
N400の振幅が文末の予測できない単語に対して大きくなるということであるが、その単語に対して間違いや不自然さを引き起こすような否定の表現によって影響されることはないとされている。  たとえば、 「A sparrow is building」という文におけるbuildingに対するN400の振幅は，「A sparrow is bird」という文中のbirdに対する振幅よりも負の方向に大きくなる 。 これらの文の場合は、buildingは文脈に対するCloze確率が低いため、 birdよりも予測のしやすさは低くなる。 ただし、両方の文に否定形である単語のnot が追加された場合でも（すなわち A sparrow is not a building と A sparrow is not a bird） buildingに対するN400の振幅の方が，birdに対する振幅よりも大きくなる． このことから、N400が文脈におけるの単語間の意味的な関係に反応を示していることを示唆してはいるものの、必ずしも文の真理値に（つまり，その文が意味的に正しいかどうかそのものに）直接的に影響を受けるということではないことが分かる。 しかし、最近の研究では、N400が，否定を示す目的として用いられる数量詞や形容詞によって、または現実的にその文の意味が合致するかどうかによって変化することが示されている．
さらに、文法の違反はN400の反応を誘発せず， むしろ、P600として知られる刺激開始後約500〜1000ミリ秒の正方向の電位の振れを示す。

### N400のピークのタイミングの遅れに影響する要因
N400の顕著な特徴として、その刺激からの遅延が一般的に変化しないことが挙げられる。 言語の特性に関する多くの実験操作がN400の振幅に影響するが、N400の惹起のタイミングに影響を及ぼす要因はほとんどないとされている（加齢や病気の状態、言語習熟度がその稀な例として挙げられる）。

### 発生源
ERP成分の神経細胞による発生源を突き止めることは，発生源から電極に至るまでに電流の流れが拡散してしまうことから困難であるが、複数の手法により、その神経細胞における発生源の可能性として示されている．  脳の表面に配置された電極，もしくは脳に埋め込まれた電極による計測から、また脳損傷患者からの根拠、および脳磁図（MEG）の計測（神経細胞の電気信号による頭皮上の磁気的活動を測定する方法）などにより、左脳側頭葉が，N400の重要な発生源として考えられており、加えて右脳側頭葉からもその発生に寄与していることが考えられている 。  しかし、より一般化して言うと、脳内の広範囲に渡るネットワークでの活動が、N400での時間区間で誘発されており、前述よりもさらに分散した広範囲な部分の神経細胞の発生源の可能性を示している（より完全な議論については、Kutas＆Federmeier、2011、 を参照）。

## 理論
N400が指し示している神経や理解の処理が具体的に何であるかという部分については、まだ多くの議論がある。 一部の研究者は、刺激が認識された後に，N400によって反映される潜在的な処理が発生すると考えている。 たとえば、BrownとHagoort（1993）によると、N400は処理の過程における後半で発生し、単語の意味をそれに先行する文脈へ統合する処理を反映していると考えている（Kutas＆Federmeierを参照）。 しかし、この説明では、その刺激自体が意味を持たない場合（疑似単語など）もN400を引き出す理由を説明できていない。 他の研究者は、N400は単語の意味が認識されるよりも前に，ずっと早く発生しており、 文字の表記法または音韻の分析の処理を反映していると考えている。 
最近では，N400は意味記憶へのアクセスに関わる処理といった，より広い処理の過程であると考えられている 。 この考えによると、入力となる刺激から得られた情報と、短期的，また，長期的な記憶によって現在の文脈から考えうる情報との統合を表しているとされる（Federmeier＆Laszlo、2009; Kutas＆Federmeier、press in press ）。
また別の説として、N400が予測からの誤り，または予想外の結果を反映しているということが考えられている。 単語の予測の意外性（surprisal）というのは、ERPにおけるのN400の振幅と強く関係することが分かっている。  さらに、コネクショニストモデルによって，言語の学習における予測の誤差により，N400とP600の結果の説明がつくことが示されている．